# 科賈廷區

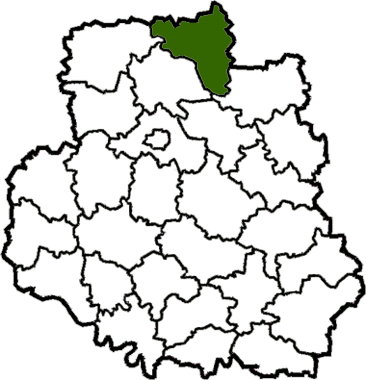
科贾廷區在文尼察州的位置

科贾廷區（烏克蘭語：Козятинський район），又按俄语名译为卡扎京區，曾是烏克蘭西南部文尼察州的一個區，行政中心設於科贾廷，面積1,120平方公里，2013年人口40,981，人口密度每平方公里36.6人。
该区在2020年乌克兰行政区划改革中撤销，其区域并入赫米利尼克區。
49°43′N 28°50′E / 49.717°N 28.833°E